# Ostrów Mazowiecka
Ostrów Mazowiecka – miasto w województwie mazowieckim, siedziba powiatu ostrowskiego oraz gminy wiejskiej Ostrów Mazowiecka. Do 7 grudnia 1926 miasto nosiło nazwę Ostrów.
Ostrów była miastem królewskim Korony Królestwa Polskiego w województwie mazowieckim. Miejsce obrad sejmików ziemskich ziemi nurskiej w latach 1641–1647. W latach 1975–1998 miasto administracyjnie należało do województwa ostrołęckiego.
Według danych GUS z 1 stycznia 2024 r. miasto liczyło 21 530 mieszkańców, będąc 23. najludniejszym miastem w województwie.

## Położenie
Miasto leży w północno-wschodniej części województwa mazowieckiego, na skrzyżowaniu drogi krajowej nr 8, która w przyszłości stanie się częścią trasy ekspresowej Via Baltica, oraz kilku dróg lokalnych. Położona jest w ważnym węźle dróg o znaczeniu międzynarodowym, krajowym i regionalnym, ponieważ leży na szlaku handlowym w kierunku przejścia granicznego Ogrodniki. Węzeł ten tworzą drogi przynależne do krajowego, wojewódzkiego i powiatowego układu komunikacyjnego.
Miejscowość znajduje się w środkowej części Międzyrzecza Łomżyńskiego, wchodzącego w skład Niziny Północnomazowieckiej.

## Struktura powierzchni
Według danych z roku 2002 Ostrów Mazowiecka ma obszar 22,09 km², w tym:
- użytki rolne: 41%
- użytki leśne: 19%

Miasto stanowi 1,8% powierzchni powiatu. W strukturze obszarowej powierzchni miasta liczącej 2209 ha, wyróżniamy:
- 397 ha: tereny zabudowy miejskiej (zabudowa niska i wysoka)
- 10 ha: tereny zabudowy przemysłowej
- pozostały obszar w skład którego wchodzą użytki zielone, rolne, lasy oraz tereny zdegradowane (zamknięta nasycalnia podkładów kolejowych)

## Historia

### Okręg grodowy

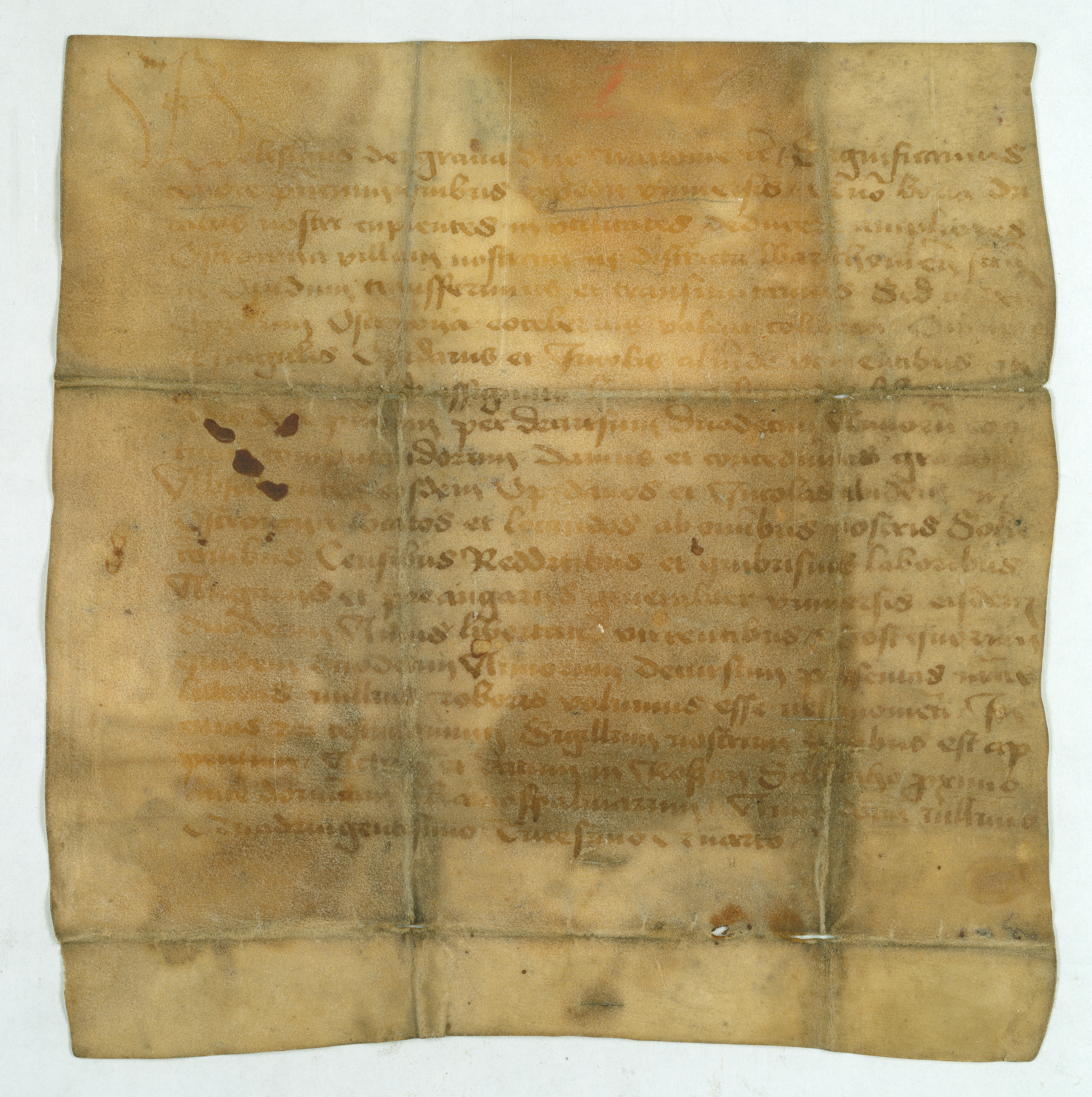
Nadanie praw miejskich wsi Ostrów Mazowiecka przez Bolesława IV, księcia mazowieckiego, w 1434 r. (dokument przechowywany w AGAD)

Podczas gdy Mazowszanie zakładali znaczne grody na wschodnich rubieżach swojego terytorium, prosperujące Klukowicze, Brześć nad Bugiem etc., Ostrowi jeszcze nie było; założono ją późno – w wieku XIV i było to na tzw. surowym korzeniu, a nie w miejscu wcześniejszego osadnictwa Ten stan to wynik położenia okolic Ostrowi na „płonącym pograniczu”, w obszarze wieleset lat penetrowanym, rabowanym przez Jaćwingów i Litwinów, którzy to wielokrotnie pustoszyli północ i wschód Mazowsza.
Za panowania Ziemowita III, w 1377 na zjeździe możnych mazowieckich w Sochaczewie, powołano do istnienia kasztelanię ostrowską – została częścią nowo tworzonej ziemi nurskiej.
Obszar tej ziemi ustalono na ok. 3500 km², a jej terytorium oddano w zarząd trzem Komesom grodowym:
- ostrowskiemu 500 km²,
- kamienieckiemu 2000 km²,
- nurskiemu 1000 km².

Ustalenia z Sochaczewa, są pierwszym dokumentem kodyfikującym prawa dla księstwa mazowieckiego, w tym ustalające podział administracyjny kraju na kasztelanie.
Dzięki opiece pana ziemi nurskiej Janusza Starszego Ostrów (jeszcze wtedy wieś) rozwijała się szybko stając się na tle ówczesnego wschodniego Mazowsza znaczącą osadą. W takich warunkach Książę wybrał leżącą blisko centrum Ziemi nurskiej i komunikacyjnej arterii Bugu, Ostrów na siedzibę Komesa. Kasztelan na grodzie w Ostrowi kierował administracją gospodarczą (ściąganiem danin/podatków), obroną, pełnił funkcje sądownicze na podległym sobie terenie; podlegali mu też: chorąży, wojski, sędzia grodowy, włodarz.

### Miasto

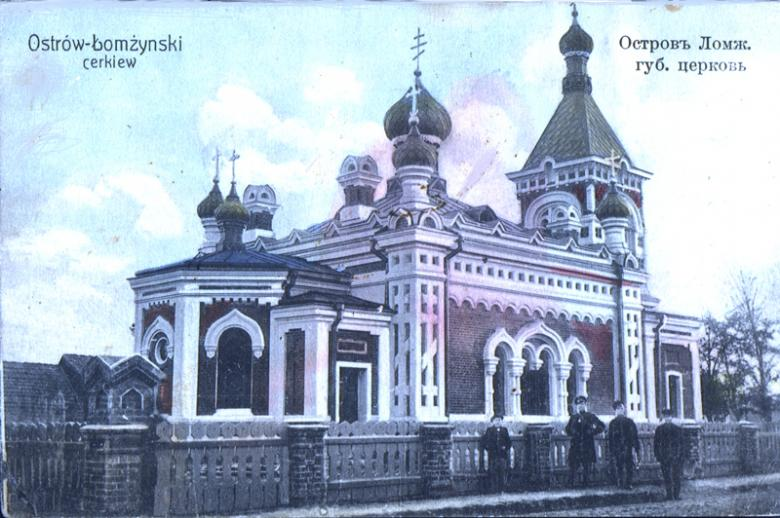
Cerkiew św. Mikołaja w Ostrowi Mazowieckiej (1910)

Prawa miejskie oparte na wzorze chełmińskim nadał w 1434 r. Bolesław IV. Jednocześnie zwolnił on nowo kreowanych mieszczan z podatków na 12 lat. Książęta posiadali w Ostrowi dwór-rezydencję użytkowali go kolejno Janusz I i Bolesław IV. Od roku 1461 pojawiła się w Ostrowi szkoła realizująca program Trivium.
W 1514 r. od Anny mazowieckiej miasto otrzymało przywilej na 4 jarmarki rocznie i 1 targ tygodniowo. Dzięki korzystnemu położeniu przy szlakach handlowych, mądrej polityce książęcej, zabezpieczeniu od najazdów litewskich w latach 20. XVI stulecia, miasto osiągnęło liczbę 3000 mieszkańców. Po licznych wojnach ponownie taką liczbę mieszkańców Ostrów posiadała dopiero w schyłku I połowy XIX stulecia. Dla porównania, w 1510 r. stołeczna Warszawa ze wszystkimi przedmieściami wraz z Pragą była zamieszkana przez ok. 4700 osób, więc w podobnym czasie ludność miasta Ostrowi równa była 64% populacji stolicy państwa mazowieckiego.
Rok 1526 to inkorporacja kasztelanii ostrowskiej do Królestwa Polskiego. W XVI–XVIII wieku starostwo grodowe, zniszczone w XVII wieku, w tym okresie osiedlają się tu pierwsi Żydzi.
W czasach zaboru rosyjskiego mieszkańcy miasta i okolic brali udział we wszystkich powstaniach narodowych, często płacąc za to wysoką cenę, np. zsyłki na Sybir. Od 1867 siedziba powiatu, pod koniec XIX wieku miasto przeżywało ożywienie gospodarcze.
W 1926 r. zatwierdzono obecną nazwę miasta – Ostrów Mazowiecka. W 1929 miasto liczyło 14 669 mieszkańców. Było tu gimnazjum i szkoła zawodowa. W mieście istniał kościół katolicki i synagoga. Działały: Zjednoczenie Kulturalno-Oświatowe „Sokół”, Towarzystwo Uniwersytetu Robotniczego „TUR”, Stowarzyszenie Żydowskie „Oświata” oraz trzy związki i cechy.
W czasie II wojny światowej niedaleko torów do 1941 roku przebiegała granica między Generalnym Gubernatorstwem, a radziecką strefą okupacyjną. W czasie okupacji niemieckiej w mieście i okolicy dokonano licznych zbrodni, m.in. 11 listopada 1939 roku Niemcy rozstrzelali za miastem 364 Żydów – mężczyzn, kobiet i dzieci. W Grądach i Komorowie powstały obozy dla jeńców radzieckich. W czasie II wojny światowej miasto zostało zniszczone w ok. 60%.
Po 1945 r. nastąpił rozwój przemysłu, od 1963 działała filia Warszawskich Zakładów Radiowych "Rawar", od 1974 zakłady mechaniczne i kombinat mleczarski, od 1976 fabryka mebli.
W 1975 r., w wyniku zmian administracyjnych, Ostrów przestała być siedzibą powiatu, w 1999 została nią ponownie.

## Demografia

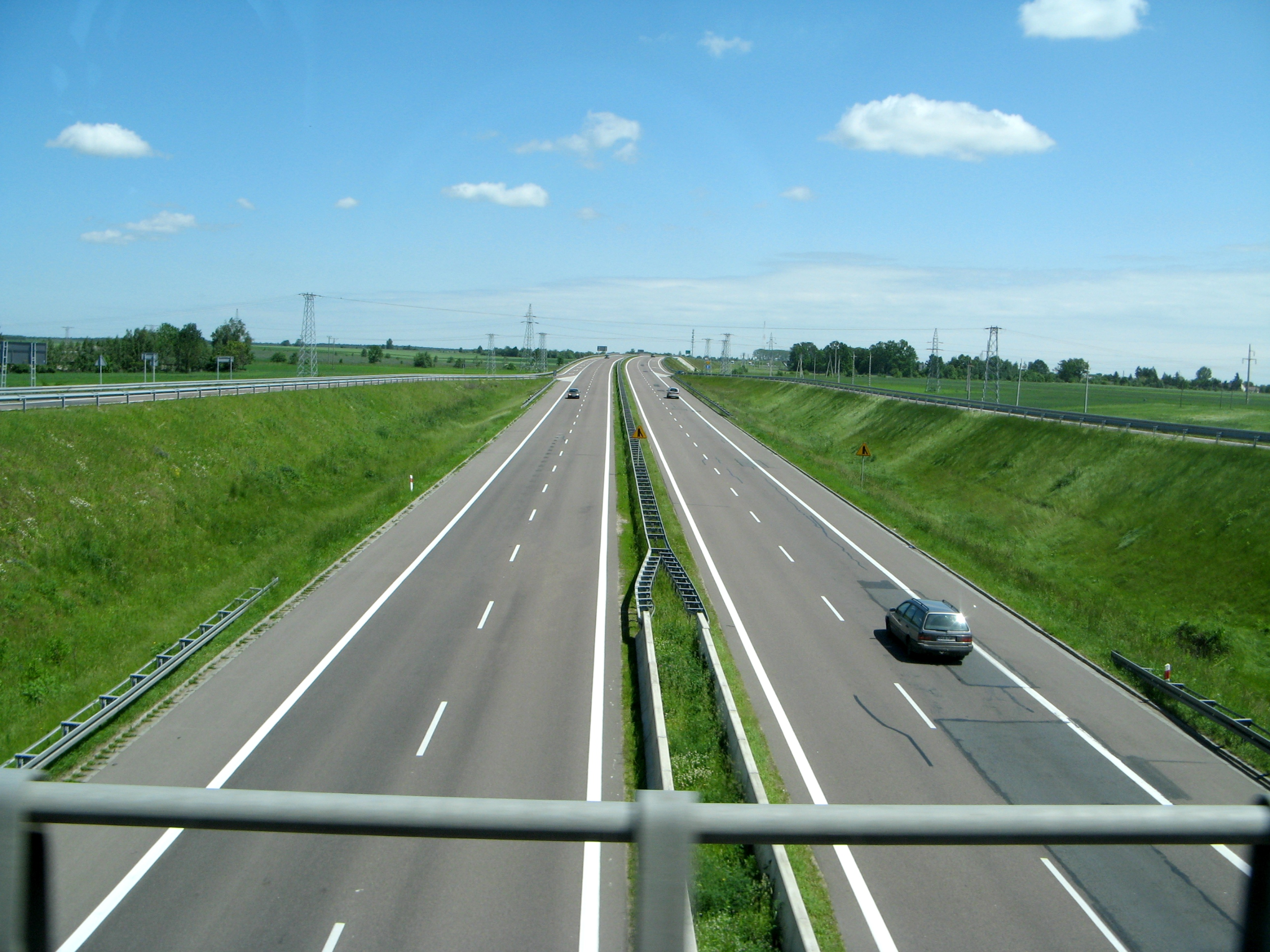
Obwodnica Ostrowi Mazowieckiej widziana z węzła „Łomża”

Według Powszechnego Spisu Ludności z 1921 roku miasto zamieszkiwało 13 425 osób, 6551 było wyznania rzymskokatolickiego, 39 prawosławnego, 10 ewangelickiego, 6812 mojżeszowego i 13 bezwyznaniowców. Jednocześnie 7991 mieszkańców zadeklarowało polską przynależność narodową, 3398 żydowską, 27 rosyjską, 6 rusińską, 1 awarską, 1 francuską a 1 łotewska. Było tu 1238 budynków mieszkalnych.
Dane z 30 czerwca 2004:
| Opis                              | Ogółem | Ogółem | Kobiety | Kobiety | Mężczyźni | Mężczyźni |
| --------------------------------- | ------ | ------ | ------- | ------- | --------- | --------- |
| Jednostka                         | osób   | %      | osób    | %       | osób      | %         |
| Populacja                         | 23 486 | 100    | 11 689  | 49,45   | 11 797    | 50,55     |
| Gęstość zaludnienia [mieszk./km²] | 1017,9 | 1017,9 | 529,2   | 529,2   | 488,8     | 488,8     |

Podział liczbowy mieszkańców miasta, w odniesieniu do zabudowy przez nich zamieszkiwanej wygląda następująco:
- 16 300 mieszkańców – zabudowa jednorodzinna
- 5821 mieszkańców – zabudowa wysoka
- 1164 mieszkańców – zabudowa niska

Piramida wieku mieszkańców Ostrowi Mazowieckiej w 2014 roku.

## Architektura

### Zabytki
Lista zabytków chronionych prawem (rejestrowanych) w mieście:
- kościół Wniebowzięcia NMP z 2 poł. XIX wieku;
- kaplica drewniana z 1830 r.;
- cmentarz rzymskokatolicki przy ul. Lubiejewskiej;
- park z XIX wieku;
- ratusz neobarokowy z 1927 r. przy ul. 3 Maja;
- jatki (hala targowa) z 1902–1903, przy ul. Pocztowej;
- dom z 1903 r. przy ul. Dubois 26;
- szkoła z 1926 przy ul. Kościuszki 11;
- poczta, ob. przychodnia z 1910 r. przy ul. Kościuszki 10;
- Bank Ludowy z 1926 r. przy ul. 3 Maja 32;
- „Dom Popa”, ob. PKO z 1900 r. przy ul. 3 Maja 57;
- dom, ob. przychodnia rejonowa ZOZ z 1913 r. przy ul. 3 Maja 67;
- mur kościelny i cmentarny (kamienie murowe pochodzą z grzebaliska pogańskiego Żale, znajdującego się w okolicach Podborza);
- Dwór Rodzinny Niewęgłowskich przy ul. Mazowieckiej 44.

## Gospodarka

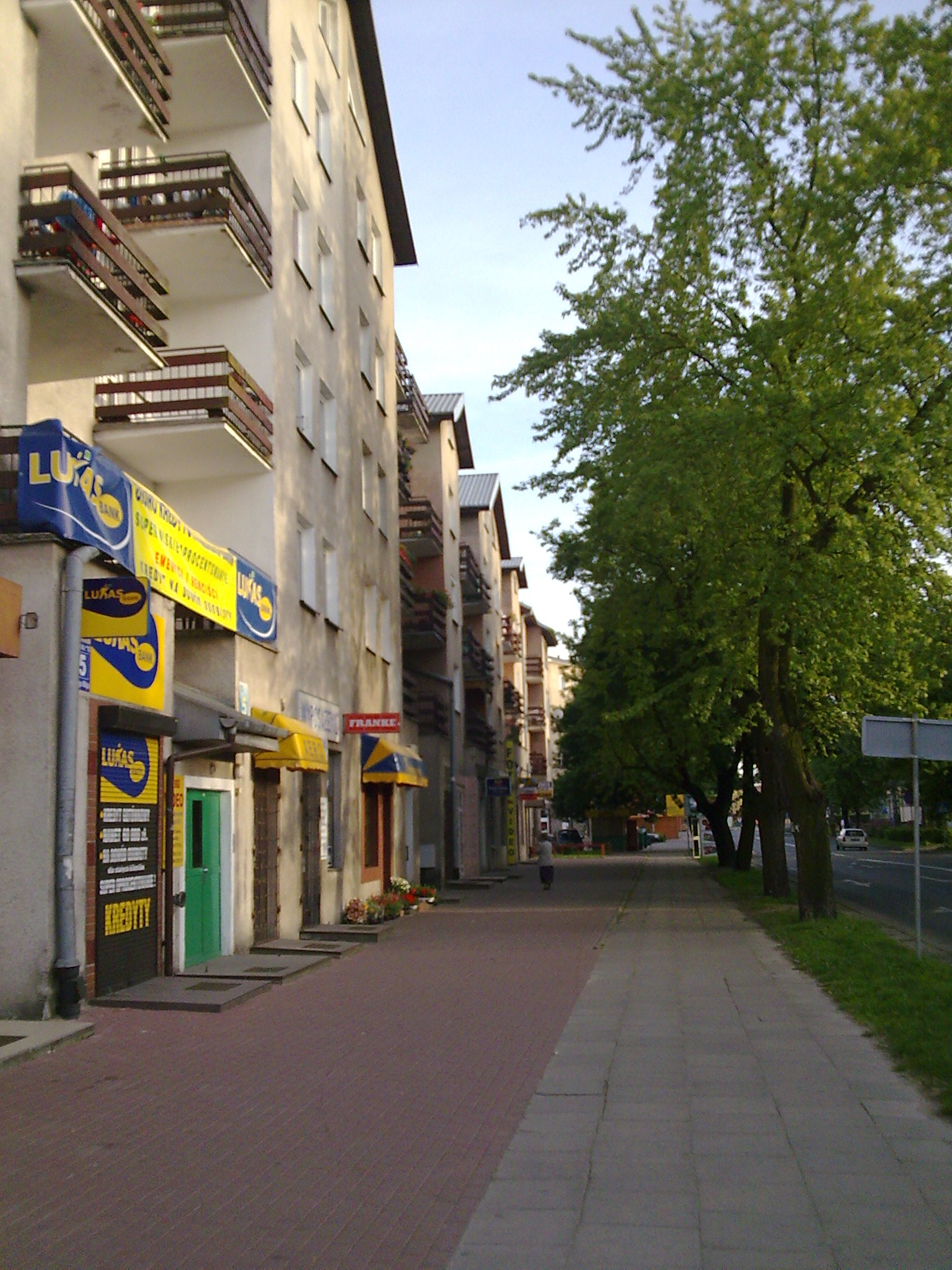
Zabudowa przy ul. 3 Maja

W mieście rozwinięty jest przemysł drzewny, elektroniczny, maszynowy i spożywczy.
Znajduje się tu kilka dużych podmiotów gospodarczych: fabryka mebli „Forte”, zakłady „Zurad” produkujące urządzenia radiolokacyjne, fabryka koncentratów spożywczych „Krüger”, mleczarnia „Ostrowia”, zakłady tworzyw sztucznych „Alpla”, firma „Schneider” zajmująca się techniką samochodową i kontenerową, firma „Natur Produkt Zdrowit” produkująca kosmetyki i farmaceutyki, firma „ROLSTAL” produkująca konstrukcje stalowe, „Genderka” – producent styropianu, „Prefabet” – producent betonu oraz „Emma” i „Miwex” – firmy spożywcze.

## Oświata

### Szkoły podstawowe
- Szkoła Podstawowa nr 1 im. Tadeusza Kościuszki
- Szkoła Podstawowa nr 2 im. Jana Pawła II
- Szkoła Podstawowa nr 3 im. Janusza Korczaka
- Szkoła Podstawowa nr 4 im. 18 Pułku Artylerii Lekkiej
- Samorządowa Szkoła Muzyczna I stopnia
- Społeczna Szkoła Muzyczna I stopnia

### Dawne szkoły gimnazjalne
- Gimnazjum Publiczne nr 1
- Gimnazjum Publiczne nr 2
- Gimnazjum Publiczne nr 3
- Gimnazjum Publiczne nr 4

### Dawne zespoły szkół publicznych
- Zespół Szkół Publicznych nr 1 im. Papieża Jana Pawła II (Szkoła Podstawowa nr 2 i Gimnazjum Publiczne nr 2)
- Zespół Szkół Publicznych nr 2 (Szkoła Podstawowa nr 4 i Gimnazjum Publiczne nr 4)
- Zespół Szkół Publicznych nr 3 (Szkoła Podstawowa nr 3 i Gimnazjum Publiczne nr 3)

### Szkoły ponadgimnazjalne

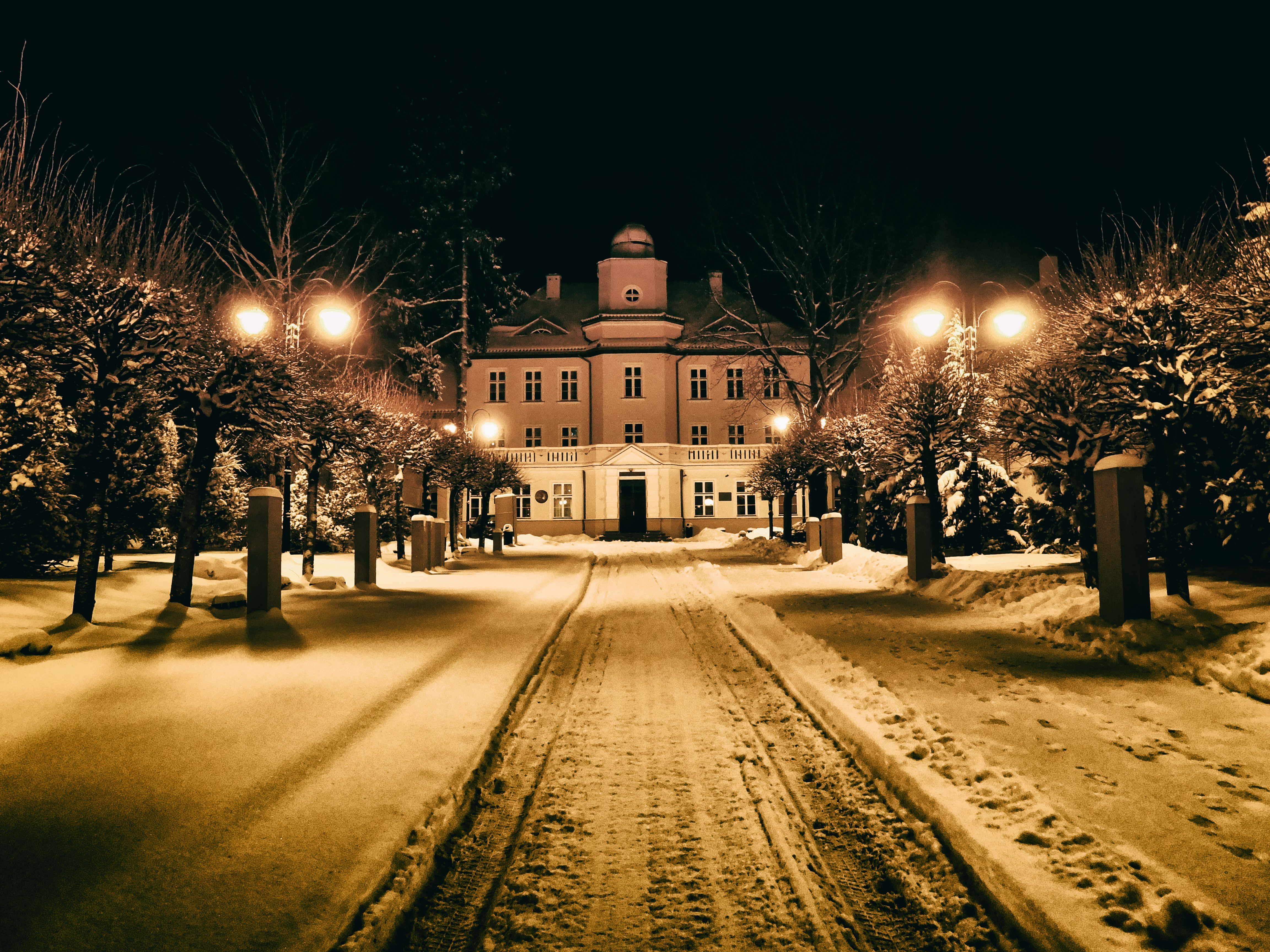
Liceum Ogólnokształcące w Ostrowi Mazowieckiej projektu Mariana Straszaka

- Liceum Ogólnokształcące im. Mikołaja Kopernika,
- Zespół Szkół Nr 1 im. rtm. Witolda Pileckiego,
- Zespół Szkół Nr 2.

Do końca XX wieku w mieście funkcjonowało tylko jedno Liceum ogólnokształcące, jednak zapotrzebowanie na taki profil szkoły skłoniło dyrekcje zespołów szkół do wprowadzenia profili ogólnych do placówek i nazwanie ich liceami.
- Szkoła Podchorążych Piechoty w II RP

## Kultura
Działalność kulturalną od 1973 r. prowadzi Miejski Dom Kultury, patronujący kilkunastu klubom i zespołom tanecznym, muzycznym, teatralnym i plastycznym. MDK jest także organizatorem spektakli teatralnych, koncertów estradowych, wystaw oraz kieruje kinem „Ostrovia”.
Ważnym ośrodkiem dbającym o kulturę w mieście jest również Muzeum – Dom Rodziny Pileckich. Misją Muzeum jest przywracanie pamięci o dziele życia rtm. Witolda Pileckiego, jego żony Marii – rodowitej ostrowianki oraz upamiętnienie rodziny Pileckich i jej zasług dla Polski. Ponadto zadaniem muzeum jest sprawowanie opieki nad dobrami kultury lokalnej i regionalnej, integrowanie społeczności wokół wartości historycznych oraz dokumentowanie i pielęgnowanie dorobku i dziedzictwa lokalnego. Dom Rodziny Pileckich to pierwsza placówka muzealna w Ostrowi Mazowieckiej, utworzona staraniem miejscowego samorządu przy współpracy z Ministerstwem Kultury i Dziedzictwa Narodowego. Oficjalne otwarcie muzeum nastąpiło 2 listopada 2022.
W Ostrowi Mazowieckiej funkcjonuje też prywatne Muzeum Kresów i Ziemi Ostrowskiej w Ostrowi Mazowieckiej założone 2013 r. z inicjatywy Marzeny i Zbigniewa Banaszków. Muzeum mieści się w odrestaurowanym spichlerzu, wybudowanym w 1941 r. przez Niemców na potrzeby zaopatrzenia frontu wschodniego. Muzeum eksponuje pamiątki dotyczące Kresów Wschodnich i Szkoły Podchorążych Piechoty w Komorowie oraz jednostek wojskowych stacjonujących w Ostrowi Mazowieckiej i okolicy, od wieku XIX do czasów współczesnych. Posiada także ekspozycję dotyczącą rtm. Witolda Pileckiego i obrony Grodna w 1939 r.
Niezależną, społeczną inicjatywą jest Scena Kotłownia. Prezentowane są na niej amatorskie i profesjonalne spektakle teatralne, z udziałem znanych artystów z całej Polski. Szczególnie aktywna jest grupa teatralna, skupiająca miejską młodzież. Scena Kotłownia ma stały repertuar i oferuje spektakle teatralne, kabarety, recitale, koncerty, spotkania z poezją i inne. Działają tu również zespoły muzyczne Newton i Grass Dillers. Scenę Kotłownia oraz Społeczną Szkołę Muzyczną I Stopnia w Ostrowi Mazowieckiej powołało do życia Ostrowskie Towarzystwo Inicjatyw Kulturalno-Oświatowych OTIKO.
Miejska Biblioteka Publiczna posiadała w 2007 roku 92 783 woluminy oraz 5761 zarejestrowanych czytelników. W roku 2007 wypożyczono 100 465 książek, a z zasobów czytelni skorzystano 37 562 razy.

## Media
Prasę lokalną reprezentują TV Ostrów (dawniej Telewizja aMazing Ostrów Mazowiecka, Teletop Ostrów), Tygodnik Ostrołęcki (wydanie ostrowskie) oraz ostrowmaz.pl (bezpłatny biuletyn informacyjny Urzędu Miasta). Dawniej ukazywały się również bezpłatne dwutygodniki Extra TV Ostrów Mazowiecka (od czerwca 2014 roku do czerwca 2017 roku) oraz Rozmaitości.
Miasto w Internecie, oprócz oficjalnej strony Urzędu Miasta, reprezentuje Ostrowski Portal Internetowy, stworzony i prowadzony przez młodych ludzi. Ostrowski Portal Internetowy jest portalem społeczności, gdzie można znaleźć najświeższe informacje z terenu miasta, jak i powiatu ostrowskiego. Istnieje również serwis internetowy informator miasta i powiatu ostrowskiego www.ostrowmaz24.pl, w którym można przeczytać o bieżących wydarzeniach.
Miejska telewizja kablowa powstała na początku lat 90. i jako trzecia w kraju otrzymała koncesję na nadawanie programu lokalnego. Przez lata była spółką miejską, później należała do grupy Multimedia Polska S.A., a obecnie nadaje na podstawie własnej koncesji i działa pod nazwą TV Ostrów (wcześniej jako Telewizja aMazing Ostrów Mazowiecka i Teletop Ostrów). Program nadawany jest w ramach pasma telewizji Multimedia w Ostrowi Mazowieckiej oraz Wyszkowie. Telewizja ma również swój portal internetowy.

## Sport i rekreacja
Mieszkańcy miasta i władze lokalne przyszłość miasta wiążą z rozwojem sportu i turystyki. Dlatego w ostatnich latach znaczną część budżetu wydatkowano na budowę i modernizację infrastruktury sportowej.
Podstawową instytucją prowadzącą na terenie miasta działalność sportowo-rekreacyjną jest Miejski Ośrodek Sportu i Rekreacji, mający swoją siedzibę w nowoczesnym Wielofunkcyjnym Pawilonie Sportowym przy ul. Warchalskiego 3, a od września 2009 również w nowoczesnym Centrum Kultury i Rekreacji „Za stawem” przy ul. Trębickiego 10. Miejski Ośrodek Sportu i Rekreacji administruje szeregiem obiektów sportowych. Są wśród nich: dwa wielofunkcyjne pawilony sportowe, basen kryty, kręgielnia, korty tenisowe, Ogródek Jordanowski, stadion sportowy oraz boisko wielofunkcyjne OMEGA, które w okresie zimowym zmienia się w kryte lodowisko.
Z MOSiR-em współpracują takie kluby jak: Ludowy Klub Sportowy „Ostrowianka”, Ostrowski Klub Karate Kyokushin, Academia Gorila Ostrów Mazowiecka, Uczniowski Klub Sportowy „Neptun” Ostrów Mazowiecka, eMAZet FightClub, UOLKA Uczniowski Ostrowski Ludowy Klub Atletyczny, Wędkarski Ostrowski Klub Spławikowy Wodnik, Klub sportowy PUKS Orka Ostrów Mazowiecka (pływacki uczniowski klub sportowy Orka), Ostrowski Klub Koszykówki „Sokół”, Klub Sportowy „Ostrovia” Ostrów Maz., Pszczyńska Szkoła Sztuk Walki.

## Transport i turystyka
Ostrów Mazowiecka to leżące wśród lasów Puszczy Białej przy trasie turystycznej na Mazury atrakcyjne miasto o bogatej historii, tradycji i niepowtarzalnym charakterze. Odwiedzający miasto natrafiają na liczne ślady przeszłości, czego wyraz znaleźć można w zabytkach i miejscach pamięci.

### Trasa rowerowa im. Wojciecha Bogumiła Jastrzębowskiego
7 października 2005 r. odbyło się uroczyste otwarcie trasy rowerowej im. Wojciecha Bogumiła Jastrzębowskiego, powstałej dzięki współpracy Gminy Ostrów Mazowiecka, Miasta i Gminy Brok, Miasta Ostrów Mazowiecka oraz nadleśnictwa Ostrów Mazowiecka.
Rozpoczyna się ona przy stawie miejskim w Ostrowi Mazowieckiej, dalej prowadzi wzdłuż ulicy Warszawskiej, przy kapliczce upamiętniającej ostrowskich powstańców styczniowych i skręca w ulicę 63 Roku. Jadąc ul. 63 Roku wyjeżdżamy z Ostrowi i dojeżdżamy do Starej Grabownicy. Przy wyjeździe ze Starej Grabownicy usytuowane jest miejsce postoju wyposażone w stół, ławki, kosze na śmieci i tablice informacyjne. Dalej trasa prowadzi przez las do Nowej Grabownicy, przy wyjeździe ze wsi przejeżdżamy koło Leśniczówki Antonowo. Dalej jedziemy przez sosnowe lasy będące pozostałością po prastarej Puszczy Białej. Jadąc oznaczoną trasą docieramy do kolejnego miejsca postoju, usytuowanego przy skrzyżowaniu naszej ścieżki rowerowej z „Drogą Antonowską”. W okolicy Łysych Gór znajduje się kolejne miejsce postoju. Dalej trasa prowadzi wśród pól w okolice ruin Zamku Biskupów Płockich w Broku, kończąc swój bieg na brokowskiej nadbużańskiej plaży. Przy wyjeździe na drogę wojewódzką z Małkini do Broku należy zachować szczególną ostrożność.

### komunikacja
Współcześnie w Ostrowi Mazowieckiej znajduje się jedynie czynny dworzec PKS. Oprócz tego w mieście mieści się stacja nieczynnej linii kolejowej Ostrołęka-Małkinia Górna.
komunikacja miejska
W Ostrowi mazowieckiej działa komunikacja miejska nadzorowana przez miasto, składająca się z 7 autobusów.

## Wspólnoty wyznaniowe

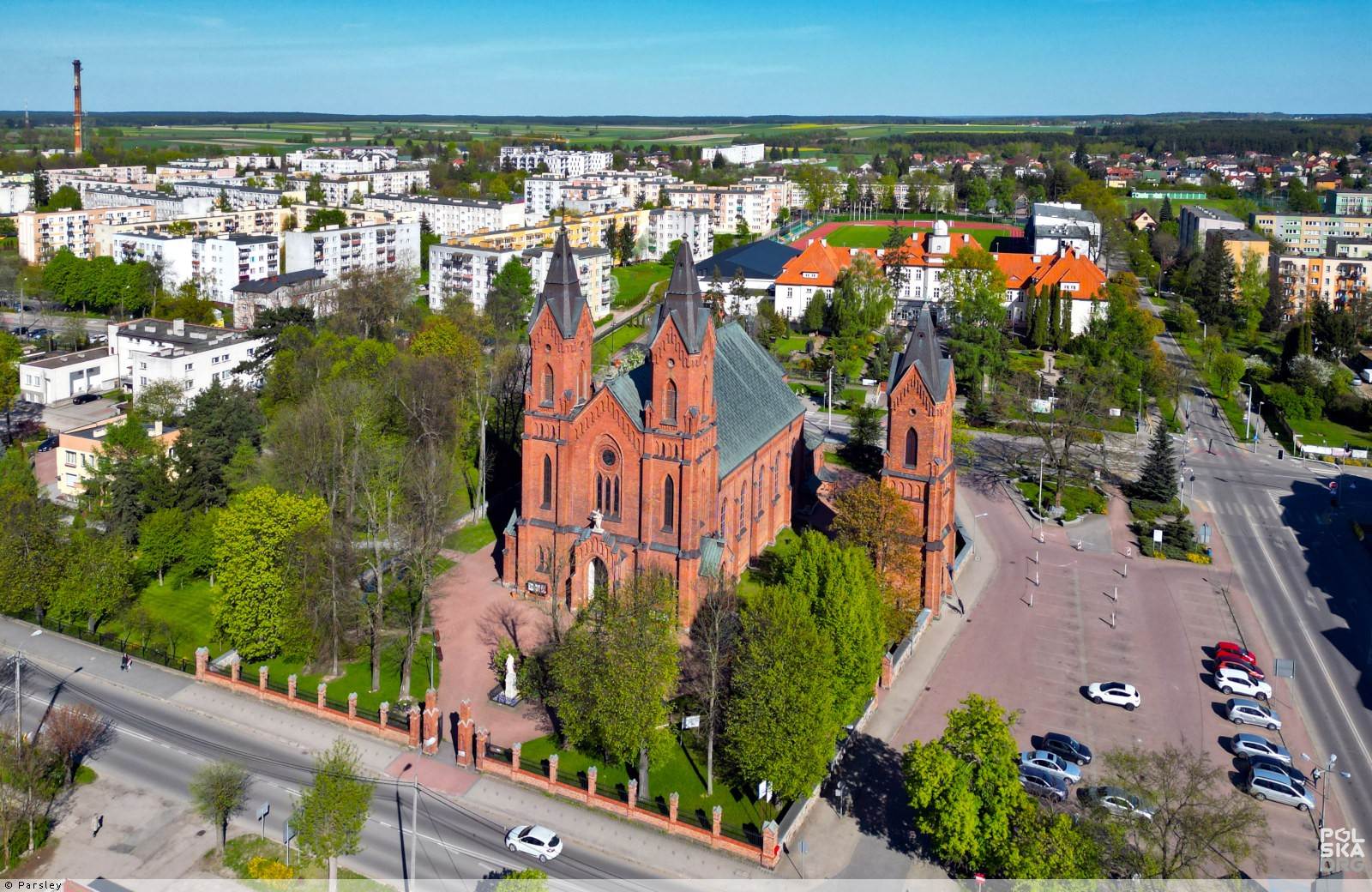
Kościół Wniebowzięcia Najświętszej Maryi Panny

Na terenie miasta działalność religijną prowadzą następujące Kościoły i związki wyznaniowe:
- Kościół rzymskokatolicki:
  - Dekanat Ostrów Mazowiecka – Chrystusa Dobrego Pasterza:
    - parafia Chrystusa Dobrego Pasterza

  - Dekanat Ostrów Mazowiecka – Wniebowzięcia Najświętszej Maryi Panny:
    - parafia Wniebowzięcia Najświętszej Maryi Panny
    - parafia Opatrzności Bożej
- Świadkowie Jehowy:
  - zbór Ostrów Mazowiecka-Południe
  - zbór Ostrów Mazowiecka-Północ (Sala Królestwa ul. Mikołaja Reja 1)[25]
- Kościół Adwentystów Dnia Siódmego:
  - placówka

## Administracja

### Burmistrzowie Ostrowi Mazowieckiej
| Lista burmistrzów Ostrowi Mazowieckiej III Rzeczpospolita | Lista burmistrzów Ostrowi Mazowieckiej III Rzeczpospolita | Lista burmistrzów Ostrowi Mazowieckiej III Rzeczpospolita | Lista burmistrzów Ostrowi Mazowieckiej III Rzeczpospolita | Lista burmistrzów Ostrowi Mazowieckiej III Rzeczpospolita             | Lista burmistrzów Ostrowi Mazowieckiej III Rzeczpospolita | Lista burmistrzów Ostrowi Mazowieckiej III Rzeczpospolita | Lista burmistrzów Ostrowi Mazowieckiej III Rzeczpospolita |
| Imię i nazwisko                                           | Zdjęcie                                                   |                                                           | Przynależność partyjna                                    | Rozpoczęcie sprawowania funkcji                                       | Zakończenie sprawowania funkcji                           | Uwagi                                                     |                                                           |
| --------------------------------------------------------- | --------------------------------------------------------- | --------------------------------------------------------- | --------------------------------------------------------- | --------------------------------------------------------------------- | --------------------------------------------------------- | --------------------------------------------------------- | --------------------------------------------------------- |
| Adam Rukat                                                |                                                           |                                                           | bezpartyjny                                               | 18 czerwca 1990                                                       | 12 lipca 1994                                             | Wybrany w głosowaniu tajnym przez radnych miasta          |                                                           |
| Bogumił Brzózka                                           |                                                           |                                                           | bezpartyjny                                               | 12 lipca 1994                                                         | 29 października 1998                                      | Wybrany w głosowaniu tajnym przez radnych miasta          |                                                           |
| Andrzej Andersz                                           |                                                           |                                                           | bezpartyjny                                               | 29 października 1998                                                  | 2002                                                      | Wybrany w głosowaniu tajnym przez radnych miasta          |                                                           |
| Mieczysław Szymalski                                      |                                                           |                                                           | bezpartyjny                                               | 2002 – pierwsza kadencja 2006 – druga kadencja                        | 13 grudnia 2010                                           |                                                           |                                                           |
| Władysław Krzyżanowski                                    |                                                           |                                                           | bezpartyjny                                               | 13 grudnia 2010                                                       | 8 grudnia 2014                                            |                                                           |                                                           |
| Jerzy Bauer                                               |                                                           |                                                           | Prawo i Sprawiedliwość                                    | 8 grudnia 2014 – pierwsza kadencja 20 listopada 2018 – druga kadencja | maj 2024                                                  |                                                           |                                                           |
| Hubert Betlejewski                                        |                                                           |                                                           | Platforma Obywatelska                                     | maj 2024                                                              |                                                           |                                                           |                                                           |

### Rada Miasta Ostrów Mazowiecka
| Skład Rady Miasta V kadencji (2006 – 2010) | Skład Rady Miasta V kadencji (2006 – 2010) | Skład Rady Miasta V kadencji (2006 – 2010) | Skład Rady Miasta V kadencji (2006 – 2010) | Skład Rady Miasta V kadencji (2006 – 2010) |
| Imię i nazwisko radnego                    | Zdjęcie                                    |                                            | Radny z listy                              | Uwagi                                      |
| ------------------------------------------ | ------------------------------------------ | ------------------------------------------ | ------------------------------------------ | ------------------------------------------ |
| Krzysztof Laska                            |                                            |                                            | KWW Porozumienie-Razem                     | Przewodniczący Rady Miasta                 |
| Bogusław Konrad                            |                                            |                                            | KWW Porozumienie-Razem                     | Wiceprzewodniczący Rady Miasta             |
| Małgorzata Bartkiewicz                     |                                            |                                            | KWW Porozumienie-Razem                     |                                            |
| Krzysztof Listwon                          |                                            |                                            | KWW Porozumienie-Razem                     |                                            |
| Krzysztof Łukaszewski                      |                                            |                                            | KWW Porozumienie-Razem                     |                                            |
| Jan Heronimek                              |                                            |                                            | KWW Porozumienie-Razem                     |                                            |
| Edward Zalewski                            |                                            |                                            | KWW Porozumienie-Razem                     |                                            |
| Eugeniusz Piotr Gałązka                    |                                            |                                            | KW „Ziemia Ostrowska”                      | Wiceprzewodniczący Rady Miasta             |
| Stefan Przastek                            |                                            |                                            | KW „Ziemia Ostrowska”                      |                                            |
| Michał Kacprzak                            |                                            |                                            | KW „Ziemia Ostrowska”                      |                                            |
| Mieczysław Stanisław Równy                 |                                            |                                            | KW „Ziemia Ostrowska”                      |                                            |
| Jacek Wilczyński                           |                                            |                                            | KW „Ziemia Ostrowska”                      |                                            |
| Mirosław Gromek                            |                                            |                                            | KW Prawo i Sprawiedliwość                  |                                            |
| Andrzej Jerzy Morawski                     |                                            |                                            | KW Prawo i Sprawiedliwość                  |                                            |
| Zbigniew Krych                             |                                            |                                            | KW Prawo i Sprawiedliwość                  |                                            |
| Marek Kukiełka                             |                                            |                                            | KKW SLD+SDPL+PD+UP Lewica i Demokraci      |                                            |
| Maria Bębenek                              |                                            |                                            | KKW SLD+SDPL+PD+UP Lewica i Demokraci      |                                            |
| Roman Tadeusz Świedziński                  |                                            |                                            | KKW SLD+SDPL+PD+UP Lewica i Demokraci      |                                            |
| Tomasz Lewandowski                         |                                            |                                            | KWW Zjednoczone Siły Ostrowi               |                                            |
| Mieczysław Pasztaleniec                    |                                            |                                            | KWW Zjednoczone Siły Ostrowi               |                                            |
| Zdzisław Wilczyński                        |                                            |                                            | KWW Zjednoczone Siły Ostrowi               |                                            |

| Skład Rady Miasta VI kadencji (2010 – 2014) | Skład Rady Miasta VI kadencji (2010 – 2014) | Skład Rady Miasta VI kadencji (2010 – 2014) | Skład Rady Miasta VI kadencji (2010 – 2014) | Skład Rady Miasta VI kadencji (2010 – 2014) |
| Imię i nazwisko radnego                     | Zdjęcie                                     |                                             | Radny z listy                               | Uwagi |
| ------------------------------------------- | ------------------------------------------- | ------------------------------------------- | ------------------------------------------- | --- |
| Krzysztof Listwon                           |                                             |                                             | KWW Porozumienie-Razem                      | Przewodniczący Rady Miasta od 28 lutego 2013 r. |
| Krzysztof Laska                             |                                             |                                             | KWW Porozumienie-Razem                      | |
| Bogusław Konrad                             |                                             |                                             | KWW Porozumienie-Razem                      | |
| Małgorzata Bartkiewicz                      |                                             |                                             | KWW Porozumienie-Razem                      | |
| Krzysztof Łukaszewski                       |                                             |                                             | KWW Porozumienie-Razem                      | |
| Edward Zalewski                             |                                             |                                             | KWW Porozumienie-Razem                      | |
| Roman Tadeusz Świedziński                   |                                             |                                             | KWW Porozumienie-Razem                      | |
| Eugeniusz Piotr Gałązka                     |                                             |                                             | KWW „Wspólne Dobro”                         | Zastępca Przewodniczącego Rady Miasta |
| Lech Godlewski                              |                                             |                                             | KWW „Wspólne Dobro”                         | |
| Mateusz Lendzioszek                         |                                             |                                             | KWW „Wspólne Dobro”                         | W listopadzie 2011 roku postawiono mu zarzut kupowania głosów. Sąd uznał Lendzioszka za winnego zarzucanych mu czynów. Sąd Okręgowy w Ostrołęce rozpatrzył wszystkie apelacje i utrzymał zaskarżony wyrok w mocy. Wyrok jest prawomocny. |
| Andrzej Leszek Tułowiecki                   |                                             |                                             | KWW „Wspólne Dobro”                         | |
| Jacek Wilczyński                            |                                             |                                             | KWW „Wspólne Dobro”                         | |
| Stanisław Mieczysław Równy                  |                                             |                                             | KWW „Wspólne Dobro”                         | |
| Zbigniew Krych                              |                                             |                                             | KW Prawo i Sprawiedliwość                   | Zastępca Przewodniczącego Rady Miasta od 28 lutego 2013 r. |
| Beata Herman                                |                                             |                                             | KW Prawo i Sprawiedliwość                   | |
| Mirosław Gromek                             |                                             |                                             | KW Prawo i Sprawiedliwość                   | |
| Hanna Zofia Sasinowska                      |                                             |                                             | KW „Ziemia Ostrowska”                       | Przewodnicząca Rady Miasta do 28 lutego 2013 r. |
| Edward Witold Podbielski                    |                                             |                                             | KW „Ziemia Ostrowska”                       | |
| Andrzej Pęksa                               |                                             |                                             | KW Platforma Obywatelska RP                 | |
| Stanisław Dylewski                          |                                             |                                             | KWW Nasze Miasto Ostrów                     | |
| Maria Bębenek                               |                                             |                                             | KW Sojusz Lewicy Demokratycznej             | Wiceprzewodnicząca Rady Miasta do 28 lutego 2013 r. |

| Skład Rady Miasta VII kadencji (2014-2018) | Skład Rady Miasta VII kadencji (2014-2018) | Skład Rady Miasta VII kadencji (2014-2018) | Skład Rady Miasta VII kadencji (2014-2018) | Skład Rady Miasta VII kadencji (2014-2018)            |
| !Imię i nazwisko radnego                   | Zdjęcie                                    |                                            | Radny z listy                              | Uwagi                                                 |
| ------------------------------------------ | ------------------------------------------ | ------------------------------------------ | ------------------------------------------ | ----------------------------------------------------- |
| Mieczysław Stanisław Równy                 |                                            |                                            | KWW Zbigniewa Kamińskiego                  | Przewodniczący Rady Miasta od 31 stycznia 2018 r.     |
| Jolanta Jadwiga Kwiatkowska                |                                            |                                            | KWW Zbigniewa Kamińskiego                  | Wiceprzewodnicząca Rady Miasta                        |
| Małgorzata Bartkiewicz                     |                                            |                                            | KWW Zbigniewa Kamińskiego                  | Wiceprzewodnicząca Rady Miasta od 31 stycznia 2018 r. |
| Tadeusz Malec                              |                                            |                                            | KWW Zbigniewa Kamińskiego                  |                                                       |
| Anna Krajewska                             |                                            |                                            | KWW Zbigniewa Kamińskiego                  |                                                       |
| Mariusz Kwiatkowski                        |                                            |                                            | KWW Zbigniewa Kamińskiego                  |                                                       |
| Jacek Wilczyński                           |                                            |                                            | KWW Zbigniewa Kamińskiego                  |                                                       |
| Alina Rytelewska                           |                                            |                                            | KWW Porozumienie-Razem                     |                                                       |
| Jerzy Pawluczuk                            |                                            |                                            | KWW Porozumienie-Razem                     |                                                       |
| Jacek Bogdan Golanko                       |                                            |                                            | KWW Porozumienie-Razem                     |                                                       |
| Krzysztof Laska                            |                                            |                                            | KWW Porozumienie-Razem                     | Wiceprzewodniczący Rady Miasta do 31 stycznia 2018 r. |
| Beata Herman                               |                                            |                                            | KW Prawo i Sprawiedliwość                  |                                                       |
| Robert Krajewski                           |                                            |                                            | KW Prawo i Sprawiedliwość                  |                                                       |
| Mirosław Pędzich                           |                                            |                                            | KW Prawo i Sprawiedliwość                  |                                                       |
| Zbigniew Krych                             |                                            |                                            | KW Prawo i Sprawiedliwość                  | Przewodniczący Rady Miasta do 31 stycznia 2018 r.     |
| Edward Witold Podbielski                   |                                            |                                            | KWW Wł. Krzyżanowskiego „Ziemia Ostrowska” |                                                       |
| Władysław Krzyżanowski                     |                                            |                                            | KWW Wł. Krzyżanowskiego „Ziemia Ostrowska” |                                                       |
| Roman Tadeusz Świedziński                  |                                            |                                            | KWW Wł. Krzyżanowskiego „Ziemia Ostrowska” |                                                       |
| Bogusław Konrad                            |                                            |                                            | KWW Bogusława Konrada                      |                                                       |
| Stanisław Dylewski                         |                                            |                                            | KW Mazowiecka Wspólnota Samorządowa        |                                                       |
| Andrzej Pęksa                              |                                            |                                            | KW Polskie Stronnictwo Ludowe              |                                                       |

| Skład Rady Miasta VIII kadencji (2018 – 2024) | Skład Rady Miasta VIII kadencji (2018 – 2024) | Skład Rady Miasta VIII kadencji (2018 – 2024) | Skład Rady Miasta VIII kadencji (2018 – 2024) | Skład Rady Miasta VIII kadencji (2018 – 2024) |
| Imię i nazwisko radnego                       | Zdjęcie                                       |                                               | Radny z listy                                 | Uwagi |
| --------------------------------------------- | --------------------------------------------- | --------------------------------------------- | --------------------------------------------- | --- |
| Robert Krajewski                              |                                               |                                               | KW Prawo i Sprawiedliwość                     | Przewodniczący Rady Miasta |
| Krzysztof Laska                               |                                               |                                               | KW Prawo i Sprawiedliwość                     | Wiceprzewodniczący Rady Miasta |
| Bogusław Konrad                               |                                               |                                               | KW Prawo i Sprawiedliwość                     | Wiceprzewodniczący Rady Miasta |
| Mirosław Gromek                               |                                               |                                               | KW Prawo i Sprawiedliwość                     | |
| Beata Herman                                  |                                               |                                               | KW Prawo i Sprawiedliwość                     | |
| Paweł Adrian Pecura                           |                                               |                                               | KW Prawo i Sprawiedliwość                     | |
| Mirosław Pędzich                              |                                               |                                               | KW Prawo i Sprawiedliwość                     | |
| Edward Zalewski                               |                                               |                                               | KW Prawo i Sprawiedliwość                     | |
| Ewa Orzechowska                               |                                               |                                               | KW Prawo i Sprawiedliwość                     | |
| Waldemar Józef Pałys                          |                                               |                                               | KW Prawo i Sprawiedliwość                     | |
| Edward Witold Podbielski                      |                                               |                                               | KW Prawo i Sprawiedliwość                     | Zmarł 17 grudnia 2022 r. |
| Jarosław Konieczko                            |                                               |                                               | KW Prawo i Sprawiedliwość                     | Radny od 18 stycznia 2023 r. (w związku ze śmiercią Edwarda Witolda Podbielskiego)                                                                                                  |
| Jolanta Jadwiga Kwiatkowska                   |                                               |                                               | KWW Niezależni Razem                          | |
| Mieczysław Szymalski                          |                                               |                                               | KWW Niezależni Razem                          | |
| Michał Kacprzak                               |                                               |                                               | KWW Niezależni Razem                          | |
| Anna Krajewska                                |                                               |                                               | KWW Niezależni Razem                          | |
| Jerzy Pawluczuk                               |                                               |                                               | KWW Niezależni Razem                          | |
| Henryk Wilczewski                             |                                               |                                               | KWW Niezależni Razem                          | |
| Renata Teresa Trojanowska                     |                                               |                                               | KWW Niezależni Razem                          | |
| Andrzej Pęksa                                 |                                               |                                               | KWW Niezależni Razem                          | |
| Jacek Wilczyński                              |                                               |                                               | KWW Niezależni Razem                          | Radny do 21 grudnia 2021 r. (w związku z wyrokiem sądu w sprawie udzielenia w 2018 roku korzyści majątkowych naczelnikowi US Ostrów Mazowiecka radny zrezygnował z mandatu radnego) |
| Mieczysław Stanisław Równy                    |                                               |                                               | KWW Niezależni Razem                          | Radny od 28 stycznia 2022 r. (zastąpił w radzie Jacka Wilczyńskiego) |
| Stanisław Dylewski                            |                                               |                                               | KWW KUKIZ'15                                  | |

## Współpraca międzynarodowa
Miasta i gminy partnerskie:
- Brembate di Sopra
- Zasław
- Riazań – 9 marca 2022 roku Ostrów Mazowiecka zerwała trwającą od 2008 roku współpracę z rosyjskim miastem Riazań. Była to reakcja na rozpoczętą 24 lutego 2022 roku inwazję Rosji na Ukrainę[45].